# Apeadeiro de Porta Nova
O Apeadeiro de Porta Nova é uma interface da Linha do Algarve, que serve a zona de Porta Nova, no município de Tavira, em Portugal.

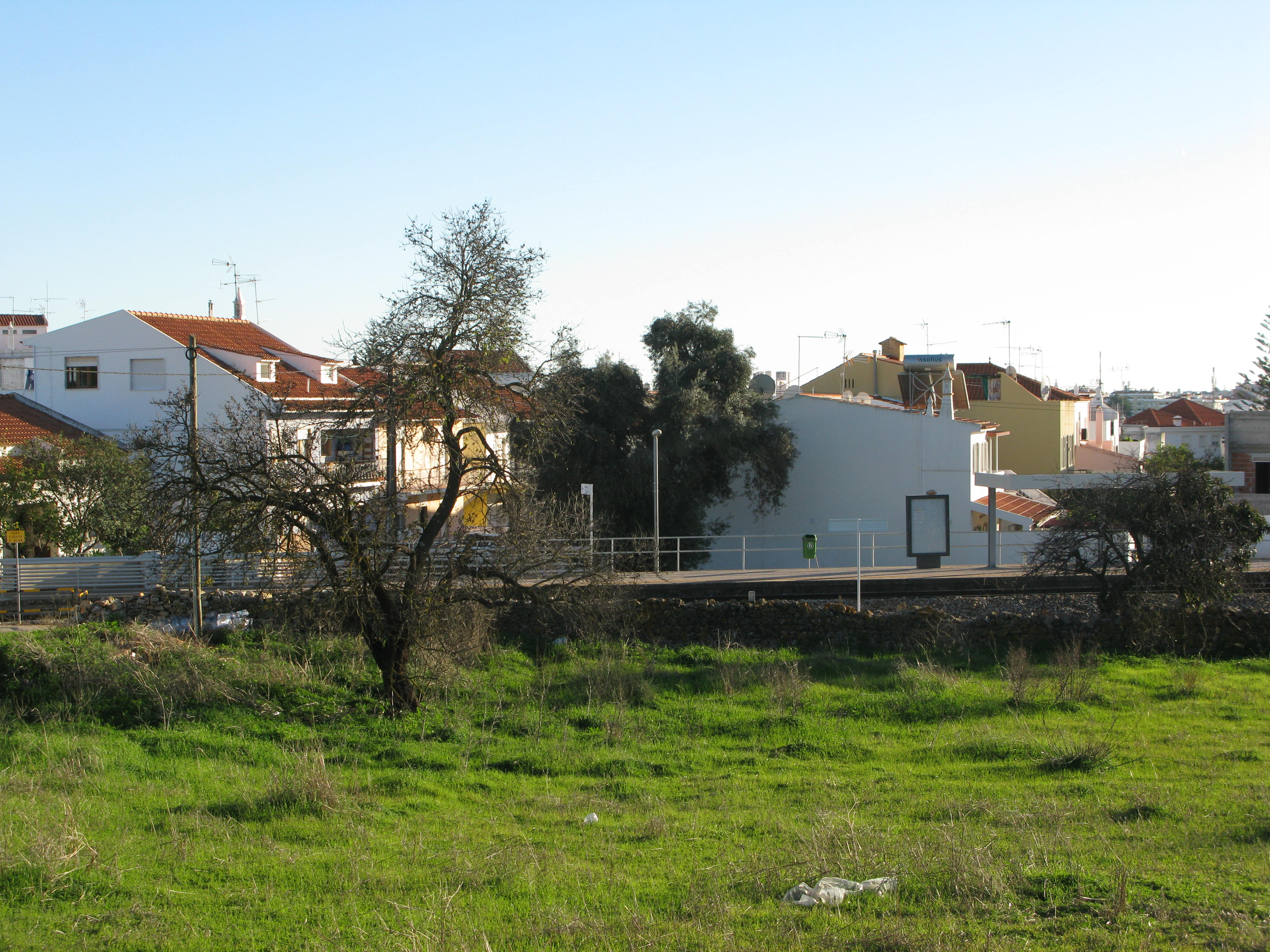
O apeadeiro visto da EN125, em 2018.

## Descrição

### Localização e acessos
Esta interface situa-se no setor norte da cidade de Tavira e tem acesso pela rua epónima Rua do Apeadeiro, distando pouco mais de um quilómetro do cais fluvial, na foz do Rio Gilão, onde tem terminal o transporte público de acesso à Ilha de Tavira.

### Infraestrutura
Como apeadeiro em linha em via única, esta interface tem uma só plataforma, que tem 75 m de comprimento e 76 cm de altura. O abrigo de plataforma situa-se do lado sul da via (lado direito do sentido ascendente, para Vila Real de Santo António).

### Serviços
Em dados de 2023, esta interface é servida por comboios de passageiros da C.P. de tipo regional tipicamente com treze circulações diárias de Faro a Vila Real de Santo António e doze no sentido oposto.

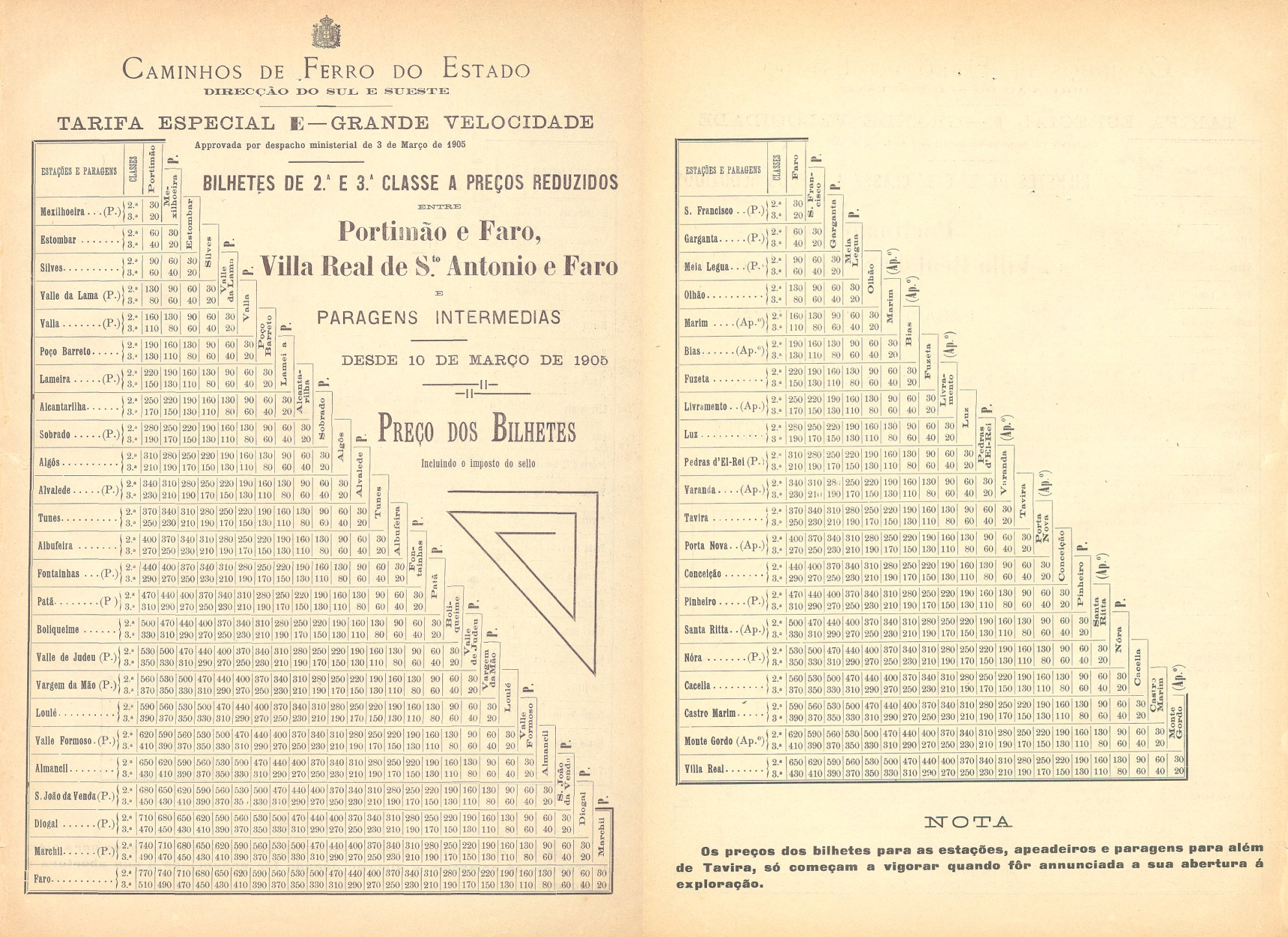
Aviso de 1905 incluindo o então ainda futuro Apeadeiro de Porta Nova.

## História
Este aepeadeiro situa-se no lanço da Linha do Algarve entre Tavira e Vila Real de Santo António, que entrou ao serviço em 14 de Abril de 1906, tendo sido construído pela divisão do Sul e Sueste dos Caminhos de Ferro do Estado. Fazia parte, com a categoria de apeadeiro, do elenco original de interfaces neste lanço.

Em 9 de Maio de 1909, o jornal O heraldo, de Tavira, publicou uma notícia sobre o apeadeiro: «Na quinta feira tomou posse da chefia d'este apeadeiro o factor dos caminhos de ferros [sic] sr. Ritta. Este empregado estará sempre ali em todas as chegadas e partidas dos comboios tramways, para a venda de bilhetes».